# 風立ちぬ (松田聖子のアルバム)
『風立ちぬ』（かぜたちぬ）は、1981年10月21日にCBS・ソニー（現：ソニー・ミュージックレーベルズ）からリリースされた松田聖子の4作目のオリジナル・アルバム。

## 背景
帯コピー：こころの香り 聖子、いま19のメッセージ…（CD選書盤では″いま″の部分が省略されている）
″Side A″の作曲・編曲を大瀧詠一、″Side B″の「白いパラソル」以外の編曲を鈴木茂、全曲の作詞を松本隆が行っており、細野晴臣を除く元はっぴいえんどのメンバーが強く関与している。特に、松本は本作以降長期に渡りほとんどの楽曲の作詞を担当する事になり、松田の音楽史の中でひとつの転換点と考えられる。鈴木は「白いパラソル」以外の全曲でエレクトリック・ギターを担当している。
今作を大瀧・鈴木のプロデュース作品という風に当事者（大瀧自身のライナーノーツなど）および音楽評論家や関係者など他者から語られる事もあるが、実際は両者ともサウンドに関する責任者（実質的なサウンド・プロデューサー）であり（大瀧は自身の楽曲におけるスーパーバイザーとしてクレジット）、アルバム全体のトータルプロデュースおよびディレクションはCBS・ソニー（若松宗雄）とサンミュージック（月野清人）のプロデューサー兼ディレクターの担当である。
″Side A″は大瀧のサウンドプロデュースによる独特の作風が色濃く出ており、これまでの松田の作品と一線を画している。大瀧は、今作の7か月前に発表した自身のアルバム『A LONG VACATION』の収録曲と対になるようにそれぞれの曲を制作したと『大瀧詠一作品集Vol.1』のライナーノーツで解説している（対応する曲は収録順に「君は天然色」「雨のウェンズデイ」「恋するカレン」「FUN×4」「カナリア諸島にて」）。また、これまで松本と組んだ作品は、「はっぴいえんど」などでの実験的な作品ばかりだったので、歌謡界で商業的に通用するかどうかの試金石だったが、今作がヒットして自信になったとも述べている。
若松によると、多くの作曲家は曲を作る場合、まずデモテープを作成してオケを編曲家に作ってもらい、それを歌い手に渡して曲を覚えてもらうというやり方を採るが、大瀧はデモテープも何もない状態でスタジオに来てピアノの前に座り、松田がその脇に立って「じゃあやってみよう」という感じで曲を作っていく、毎回ぶっつけ本番に近い状況だったという。そのためメロディーが途中で変わることもしょっちゅうで、松田はかなり苦労していたといい、若松に「大瀧さんと話して、もっと分かりやすいようにしてください」と頼むこともあったと回顧している。
今作レコーディング時の松田は、過酷なスケジュールによる喉の酷使で声の状態が非常に悪く、また、大瀧の指導が厳しいものであったため、スタジオに向かうのが嫌でバスの中で泣いた事もあったという。その後、無事にレコーディングは完了し、大瀧も作品の出来栄えを見て松田を称賛した。
LPリリースから1か月後の11月21日には、マスター・サウンド（当時のソニーが持てる技術を駆使した最高音質）仕様盤と、メタルポジション（IEC TYPE IV）用コンパクトカセットテープを用いたメタル・マスター・サウンド仕様の音楽テープがそれぞれ発売された。
2014年9月25日、待望のSACD化（ハイブリッド盤）。企画・販売は株式会社ステレオサウンド。「松田聖子SACD化プロジェクト」第1弾としてアルバム『SQUALL』と同時発売された。オリジナル2トラックミックスダウンマスターに遡ってDSDマスタリングされている。この企画のスーパーバイザーである嶋護（しま もり）は解説書の中で、「『一千一秒物語』から『いちご畑でつかまえて』を経て『風立ちぬ』という流れは、詞と曲、プロダクション、歌唱、演奏、録音とどこをとっても、日本のポップスが到達した感動的な頂点の一つに数えられるだろう」と異例とも言える熱烈な賛辞を送っている。

## 収録曲

### LP / CT
| 全作詞: 松本隆、全作曲: 大瀧詠一、全編曲: 多羅尾伴内。 |                          |           |            |                  |      |
| #                                                      | タイトル                 | 作詞      | 作曲・編曲 | ストリングス編曲 | 時間 |
| 1.                                                     | 「冬の妖精」             | 松本隆    | 大瀧詠一   |                  | 3:43 |
| 2.                                                     | 「ガラスの入江」         | 松本隆    | 大瀧詠一   |                  | 3:36 |
| 3.                                                     | 「一千一秒物語」         | 松本隆    | 大瀧詠一   | 松任谷正隆       | 4:22 |
| 4.                                                     | 「いちご畑でつかまえて」 | 松本隆    | 大瀧詠一   |                  | 3:57 |
| 5.                                                     | 「風立ちぬ」             | 松本隆    | 大瀧詠一   | 井上鑑           | 4:38 |
| 合計時間:                                              | 合計時間:                | 合計時間: | 20:16      |                  |      |

| 全作詞: 松本隆。 |                            |           |           |          |      |
| #                | タイトル                   | 作詞      | 作曲      | 編曲     | 時間 |
| 1.               | 「流星ナイト」             | 松本隆    | 財津和夫  | 鈴木茂   | 4:24 |
| 2.               | 「黄昏はオレンジ・ライム」 | 松本隆    | 鈴木茂    | 鈴木茂   | 4:18 |
| 3.               | 「白いパラソル」           | 松本隆    | 財津和夫  | 大村雅朗 | 3:31 |
| 4.               | 「雨のリゾート」           | 松本隆    | 杉真理    | 鈴木茂   | 4:20 |
| 5.               | 「December Morning」       | 松本隆    | 財津和夫  | 鈴木茂   | 4:39 |
| 合計時間:        | 合計時間:                  | 合計時間: | 合計時間: | 21:12    |      |

### CD
| 全作詞: 松本隆。 |                            |           |           |                                           |      |
| #                | タイトル                   | 作詞      | 作曲      | 編曲                                      | 時間 |
| 1.               | 「冬の妖精」               | 松本隆    | 大瀧詠一  | 多羅尾伴内                                | 3:43 |
| 2.               | 「ガラスの入江」           | 松本隆    | 大瀧詠一  | 多羅尾伴内                                | 3:36 |
| 3.               | 「一千一秒物語」           | 松本隆    | 大瀧詠一  | 多羅尾伴内 / ストリングス編曲: 松任谷正隆 | 4:22 |
| 4.               | 「いちご畑でつかまえて」   | 松本隆    | 大瀧詠一  | 多羅尾伴内                                | 3:57 |
| 5.               | 「風立ちぬ」               | 松本隆    | 大瀧詠一  | 多羅尾伴内 / ストリングス編曲: 井上鑑     | 4:38 |
| 6.               | 「流星ナイト」             | 松本隆    | 財津和夫  | 鈴木茂                                    | 4:24 |
| 7.               | 「黄昏はオレンジ・ライム」 | 松本隆    | 鈴木茂    | 鈴木茂                                    | 4:18 |
| 8.               | 「白いパラソル」           | 松本隆    | 財津和夫  | 大村雅朗                                  | 3:31 |
| 9.               | 「雨のリゾート」           | 松本隆    | 杉真理    | 鈴木茂                                    | 4:20 |
| 10.              | 「December Morning」       | 松本隆    | 財津和夫  | 鈴木茂                                    | 4:39 |
| 合計時間:        | 合計時間:                  | 合計時間: | 合計時間: | 41:28                                     |      |

## 楽曲解説

### Side A
1. 冬の妖精
2. ガラスの入江
3. 一千一秒物語
『Another Side of Seiko 27』の投票では第27位にランクイン。
Cメロ8小説の歌詞「一千一秒」の部分にメトロノームの音が入っているが、レコーディングの時にはタイミングを合わせるに苦労したと言う話を若松宗雄がYouTubeで語っている。
4. いちご畑でつかまえて
『Another Side of Seiko 27』では第19位にランクイン。
捉えどころのないメロディラインは、松田の曲という事を忘れて大瀧のキーに合わせて作ったメロディの「ハーモニー」を主旋律にしたからである。
翌年に発売されたベスト・アルバム『Seiko・index』では、イントロのドラム部分がカットされているバージョンが収録されている。
また、『大瀧詠一 Song Book I 大瀧詠一 作品集　Vol.1 (1980-1998)』（2010年版）には、本来提供する予定だったカウントとエンディングのリプライズをカットしたバージョンで収録されている（しかし、カウントなどを除くと対となる曲「FUN×4」と合わなくなり、矛盾が生じる）。
2020年のアルバム『SEIKO MATSUDA 2020』のCD版には、この曲と「FUN×4」を大瀧自身の手によって掛け合わせた楽曲「いちご畑でFUN×4」が収録されている。2023年3月21日発売の『大滝詠一 NOVELTY SONG BOOK/NIAGARA ONDO BOOK』のDISC 1『NOVELTY SONG BOOK』に大滝のセルフカバーが収録された。
5. 風立ちぬ
アルバムタイトル曲。後に大滝自身もキーを″C″に変えてライブで「二度と歌う事は無いだろう」という文言付きで一度だけ披露している（同ヴァージョンは2016年発売のアルバム『DEBUT AGAIN』に収録）。

### Side B
1. 流星ナイト
2. 黄昏はオレンジ・ライム
3. 白いパラソル
6枚目のシングルA面曲。
4. 雨のリゾート
5. December Morning

## 参加ミュージシャン
| Producer: M.Wakamatsu(CBS/SONY), K.Tsukino(SUN Music)                                  |
| Engineer: T.Yoshida / T.Suzuki / Assistant Engineer: A.Saida                           |
| Photographer: T.Mutoh / Designer: M.Yamada / Stylist: Y.Miyake                         |
| Recording Date: August, September 1981 / Recording Place: CBS/SONY Shinanomachi Studio |

| Drums : 島村英二                                         |
| E.Bass : 長岡道夫                                        |
| E.Guitar : 鈴木茂                                        |
| F.Guitar : 吉川忠英、安田裕美、三畑貞二、田代耕一郎      |
| Keyboards : 山田秀俊、倉田信雄                           |
| Percussions : 鳴島英二、ラリー寿永、石井宏太郎、川瀬正人 |
| Chorus : 伊集加代子、鈴木宏子、和田夏代子                |

| Drums : 島村英二              |
| E.Bass : 長岡道夫             |
| E.Guitar : 鈴木茂             |
| F.Guitar : 吉川忠英、安田裕美 |
| Keyboards : 山田秀俊、西本明  |
| Percussions : 鳴島英二        |

| Drums : 青山純                                           |
| E.Bass : 長岡道夫                                        |
| E.Guitar : 鈴木茂                                        |
| F.Guitar : 吉川忠英、安田裕美、福山敦夫、田代耕一郎      |
| Keyboards : 山田秀俊、大浜和史                           |
| Percussions : 鳴島英二、ラリー寿永、ペッカー、石井宏太郎 |
| Chorus : 伊集加代子、鈴木宏子、和田夏代子                |
| Strings : TOMATOグループ                                 |

| Drums : 上原裕                   |
| E.Bass : 長岡道夫                |
| E.Guitar : 鈴木茂、村松邦男      |
| F.Guitar : 笛吹利明、福山敦夫    |
| Keyboards : 山田秀俊、倉田信雄   |
| Percussions : 鳴島英二、川瀬正人 |

| Drums : 島村英二                                     |
| E.Bass : 長岡道夫                                    |
| E.Guitar : 鈴木茂、村松邦男                          |
| F.Guitar : 吉川忠英、安田裕美、三畑貞二、福山敦夫    |
| Keyboards : 山田秀俊、大浜和史、井上鑑               |
| Percussions : 鳴島英二、川瀬正人、斎藤ノブ、菅原由起 |
| Harp : 山川恵子                                      |
| Chorus : 伊集加代子、鈴木宏子、和田夏代子            |
| Strings : JOEグループ                                |

| Drums : 島村英二            |
| E.Bass : 美久月千晴         |
| E.Guitar : 鈴木茂           |
| F.Guitar : 吉川忠英         |
| Keyboards : 倉田信雄        |
| Percussions : 斉藤ノブ      |
| Chorus : 東郷昌和、小出博志 |

| Drums : 渡嘉敷祐一          |
| E.Bass : 美久月千晴         |
| E.Guitar : 鈴木茂           |
| F.Guitar : 吉川忠英         |
| Keyboards : 倉田信雄        |
| Percussions : 浜口茂外也    |
| A.Sax : Jake.H.Conception   |
| Chorus : 東郷昌和、小出博志 |

| Drums : 島村英二         |
| E.Bass : 美久月千晴      |
| E.Guitar : 矢島賢        |
| F.Guitar : 笛吹利明      |
| Keyboards : 田代マキ     |
| Percussions : 斉藤ノブ   |
| Glockenspiel : 金山功    |
| Strings : 多アンサンブル |

| Drums : 渡嘉敷祐一          |
| E.Bass : 美久月千晴         |
| E.Guitar : 鈴木茂           |
| F.Guitar : 吉川忠英         |
| Keyboards : 倉田信雄        |
| Percussions : 浜口茂外也    |
| Chorus : 東郷昌和、小出博志 |
| Strings : JOEグループ       |

| Drums : 島村英二            |
| E.Bass : 美久月千晴         |
| E.Guitar : 鈴木茂           |
| F.Guitar : 吉川忠英         |
| Keyboards : 倉田信雄        |
| Percussions : 斉藤ノブ      |
| Chorus : 東郷昌和、小出博志 |
| Strings : JOEグループ       |

## 関連作品
- 冬の妖精
  - Seiko・index
  - SEIKO SUITE
  - Seiko Matsuda Christmas Songs
- ガラスの入江
  - SEIKO SUITE
- 一千一秒物語
  - 金色のリボン
  - Seiko Box
  - Snow Garden
  - Bible III
  - SEIKO SUITE
  - Another side of Seiko 27
  - Seiko Matsuda 40th Anniversary Bible -bright moment-
- いちご畑でつかまえて
  - Seiko・index
  - Seiko Box
  - SEIKO SUITE
  - Another side of Seiko 27
  - Premium Diamond Bible
- 風立ちぬ
  - シングル「風立ちぬ#関連作品」を参照されたい
- 黄昏はオレンジ・ライム
  - SEIKO SUITE
- 白いパラソル
  - シングル「白いパラソル#関連作品」を参照されたい
- 流星ナイト
  - Diamond Bible
- 雨のリゾート
  - Premium Diamond Bible
  - エトランゼ
- December Morning
  - LOVE BALLADE
  - Winter Tales
  - Seiko Matsuda Best Ballad

## カバー
一千一秒物語
- 野島健児 - アルバム『VOICE〜声優たちが歌う松田聖子ソング〜 Male Edition』（2020年12月9日）に収録。

## 参考資料
- オリコン『ALBUM CHART-BOOK COMPLETE EDITION 1970-2005』オリコン・マーケティング・プロモーション、2006年4月。ISBN 978-4-87131-077-2。